# Championnats des États-Unis d'athlétisme en salle
Les Championnats des États-Unis d'athlétisme en salle (en anglais : USA Indoor Track and Field Championships) se disputent chaque année et consacrent les meilleurs athlètes américains en salle. Ces championnats sont aussi sélectifs pour les différentes compétitions internationales telles que les championnats du monde en salle.

## Éditions
L'édition 2021, initialement prévue les 20 et 21 février au Convention Center d'Albuquerque (Nouveau-Mexique), est annulée, le 8 janvier par l'USATF, en raison des restrictions sanitaires et logistiques liées à la pandémie de Covid-19.

### Ère USATF
| Édition | Lieu                                                                | Salle                                                               | Date                                                                |
| ------- | ------------------------------------------------------------------- | ------------------------------------------------------------------- | ------------------------------------------------------------------- |
| 2025    | New York                                                            | Ocean Breeze Athletic Complex                                       | 22–23 février 2025                                                  |
| 2024    | Albuquerque                                                         | Albuquerque Convention Center                                       | 16–17 février 2024                                                  |
| 2023    | Albuquerque                                                         | Albuquerque Convention Center                                       | 16–18 février 2023                                                  |
| 2022    | Spokane                                                             | The Podium Athletic Complex                                         | 26–27 février 2022                                                  |
| 2021    | Édition annulée en raison de la pandémie de Covid-19 aux États-Unis | Édition annulée en raison de la pandémie de Covid-19 aux États-Unis | Édition annulée en raison de la pandémie de Covid-19 aux États-Unis |
| 2020    | Albuquerque                                                         | Albuquerque Convention Center                                       | 14–15 février 2020                                                  |
| 2019    | New York                                                            | Ocean Breeze Athletic Complex                                       | 22–24 février 2019                                                  |
| 2018    | Albuquerque                                                         | Albuquerque Convention Center                                       | 16–18 février 2018                                                  |
| 2017    | Albuquerque                                                         | Albuquerque Convention Center                                       | 3–5 mars 2017                                                       |
| 2016    | Portland                                                            | Oregon Convention Center                                            | 11–12 mars 2016                                                     |
| 2015    | Boston                                                              | Reggie Lewis Track and Athletic Center                              | 27 février – 1er mars 2015                                          |
| 2014    | Albuquerque                                                         | Albuquerque Convention Center                                       | 21–23 février 2014                                                  |
| 2013    | Albuquerque                                                         | Albuquerque Convention Center                                       | 2–3 mars 2013                                                       |
| 2012    | Albuquerque                                                         | Albuquerque Convention Center                                       | 25–26 février 2012                                                  |
| 2011    | Albuquerque                                                         | Albuquerque Convention Center                                       | 26–27 février 2011                                                  |
| 2010    | Albuquerque                                                         | Albuquerque Convention Center                                       | 27–28 février 2010                                                  |
| 2009    | Boston                                                              | Reggie Lewis Track and Athletic Center                              | 28 février – 1er mars 2009                                          |
| 2008    | Boston                                                              | Reggie Lewis Track and Athletic Center                              | 23–24 février 2008                                                  |
| 2007    | Boston                                                              | Reggie Lewis Track and Athletic Center                              | 24–25 février 2007                                                  |
| 2006    | Boston                                                              | Reggie Lewis Track and Athletic Center                              | 24–26 février 2006                                                  |
| 2005    | Boston                                                              | Reggie Lewis Track and Athletic Center                              | 25–27 février 2005                                                  |
| 2004    | Boston                                                              | Reggie Lewis Track and Athletic Center                              | 27–29 février 2004                                                  |
| 2003    | Boston                                                              | Reggie Lewis Track and Athletic Center                              | 28 février – 2 mars 2003                                            |
| 2002    | New York                                                            | Fort Washington Avenue Armory                                       | 1er–2 mars 2002                                                     |
| 2001    | Atlanta                                                             | Georgia Dome                                                        | 2–3 mars 2001                                                       |
| 2000    | Atlanta                                                             | Georgia Dome                                                        | 3–4 mars 2000                                                       |
| 1999    | Atlanta                                                             | Georgia Dome                                                        | 26–27 février 1999                                                  |
| 1998    | Atlanta                                                             | Georgia Dome                                                        | 27–28 février 1998                                                  |
| 1998    | Atlanta                                                             | Georgia Dome                                                        | 28 février – 1er mars 1997                                          |
| 1996    | Atlanta                                                             | Georgia Dome                                                        | 1er–2 mars 1996                                                     |
| 1995    | Atlanta                                                             | Georgia Dome                                                        | 3–4 mars 1995                                                       |
| 1994    | Atlanta                                                             | Georgia Dome                                                        | 4–5 mars 1994                                                       |
| 1993    | New York                                                            | Madison Square Garden                                               | 26 février 1993                                                     |

### Ère TAC
| Édition | Lieu     | Salle                 | Date            |
| ------- | -------- | --------------------- | --------------- |
| 1992    | New York | Madison Square Garden | 28 février 1992 |
| 1991    | New York | Madison Square Garden | 22 février 1991 |
| 1990    | New York | Madison Square Garden | 23 février 1990 |
| 1989    | New York | Madison Square Garden | 24 février 1989 |
| 1988    | New York | Madison Square Garden | 26 février 1988 |
| 1987    | New York | Madison Square Garden | 27 février 1987 |
| 1986    | New York | Madison Square Garden | 28 février 1986 |
| 1985    | New York | Madison Square Garden | 22 février 1985 |
| 1984    | New York | Madison Square Garden | 27 février 1984 |
| 1983    | New York | Madison Square Garden | 25 février 1983 |
| 1982    | New York | Madison Square Garden | 26 février 1982 |
| 1981    | New York | Madison Square Garden | 27 février 1981 |
| 1980    | New York | Madison Square Garden | 29 février 1980 |

### ÈreAAU

#### Mixtes
| Édition | Lieu         | Salle                                 | Date               |
| ------- | ------------ | ------------------------------------- | ------------------ |
| 1979    | New York     | Madison Square Garden                 | 23 février 1979    |
| 1978    | New York     | Madison Square Garden                 | 24 février 1978    |
| 1977    | New York     | Madison Square Garden                 | 25 février 1977    |
| 1976    | New York     | Madison Square Garden                 | 27 février 1976    |
| 1975    | New York     | Madison Square Garden                 | 28 février 1975    |
| 1974    | New York     | Madison Square Garden                 | 22 février 1974    |
| 1973    | New York     | Madison Square Garden                 | 23 février 1973    |
| 1972    | New York     | Madison Square Garden                 | 25 février 1972    |
| 1971    | New York     | Madison Square Garden                 | 26 février 1971    |
| 1970    | New York     | Madison Square Garden                 | 27 février 1970    |
| 1969    | Philadelphie | Spectrum                              | 1er mars 1969      |
| 1968    | Oakland      | Oakland-Alameda County Coliseum Arena | 23–24 février 1968 |
| 1967    | Oakland      | Oakland-Alameda County Coliseum Arena | 3–4 mars 1967      |
| 1966    | Albuquerque  | Tingley Coliseum                      | 4–5 mars 1966      |
| 1965    | New York     | Madison Square Garden                 | 19–20 février 1965 |

#### Non-mixtes
| Édition | Hommes   | Hommes                | Hommes          | Femmes          | Femmes                                    | Femmes           |
| Édition | Lieu     | Salle                 | Date            | Lieu            | Salle                                     | Date             |
| ------- | -------- | --------------------- | --------------- | --------------- | ----------------------------------------- | ---------------- |
| 1964    | New York | Madison Square Garden | 22 février 1964 | Akron           | University of Akron Athletics Field House | 11–12 avril 1964 |
| 1963    | New York | Madison Square Garden | 23 février 1963 | Columbus        | Ohio State University French Field House  | 22–23 mars 1963  |
| 1962    | New York | Madison Square Garden | 24 février 1962 | Louisville      | Freedom Hall                              | 17 février 1962  |
| 1961    | New York | Madison Square Garden | 25 février 1961 | Columbus        | Ohio State University French Field House  | 11 mars 1961     |
| 1960    | New York | Madison Square Garden | 20 février 1960 | Chicago         | ?                                         | 16 avril 1960    |
| 1959    | New York | Madison Square Garden | 21 février 1959 | Washington D.C. | D.C. Armory                               | 24 janvier 1959  |
| 1958    | New York | Madison Square Garden | 22 février 1958 | Akron           | University of Akron Athletics Field House | 22 mars 1958     |

## Records
| Discipline                    | Hommes                      | Hommes         | Femmes                               | Femmes         |
| Discipline                    | Athlète                     | Résultat       | Athlète                              | Résultat       |
| ----------------------------- | --------------------------- | -------------- | ------------------------------------ | -------------- |
| 60 m                          | Maurice Greene              | 6 s 39         | Gail Devers                          | 6 s 99         |
| 200 m                         | Coby Miller                 | 20 s 31        | Gwen Torrence                        | 22 s 33        |
| 400 m                         | Michael Johnson             | 44 s 63        | Jearl Miles                          | 50 s 99        |
| 800 m                         | Derrick Peterson            | 1 min 46 s 60  | Maria Mutola, Mozambique             | 1 min 58 s 41  |
| Mile                          | Noureddine Morceli, Algérie | 3 min 52 s 99  | Regina Jacobs                        | 4 min 24 s 92  |
| 3000 m                        | Moses Kiptanui, Kenya       | 7 min 42 s 81  | Lynn Jennings                        | 8 min 40 s 45  |
| 60 m haies                    | Reggie Torian               | 7 s 38         | Gail Devers                          | 7 s 74         |
| 5 000 m marche 3 000 m marche | Guillaume Leblanc, Canada   | 18 min 53 s 25 | Michelle Rohl                        | 12 min 28 s 32 |
| Relais 4 × 400 m              | Université de l'Oklahoma    | 3 min 04 s 32  | Université du Nebraska               | 3 min 35 s 49  |
| Hauteur                       | Matt Hemingway              | 2,38 m         | Tisha Waller                         | 2,01 m         |
| Perche                        | Lawrence Johnson            | 5,96 m         | Stacy Dragila                        | 4,78 m         |
| Longueur                      | Miguel Pate                 | 8,59 m         | Heike Drechsler, Allemagne de l'Est  | 7,32 m         |
| Triple saut                   | Mike Conley                 | 17,76 m        | Sheila Hudson                        | 14,23 m        |
| Poids                         | John Godina                 | 21,83 m        | Ilona Briesenick, Allemagne de l'Est | 20,23 m        |